# Dallina eltanini
Dallina eltanini är en armfotingsart som beskrevs av Foster 1974. Dallina eltanini ingår i släktet Dallina och familjen Dallinidae. Inga underarter finns listade i Catalogue of Life.